# Un grido nella notte
Un grido nella notte (Evil Angels) è un film del 1988 diretto da Fred Schepisi, tratto dal romanzo Evil Angels di John Bryson.
Ispirato alla storia vera di Lindy Chamberlain e presentato in concorso al Festival di Cannes 1989, il film è stato particolarmente apprezzato, specialmente per l'encomiabile interpretazione della Streep, che le è valso il Prix d'interprétation féminine al Festival di Cannes, una candidatura al Premio Oscar e una al Golden Globe. Inoltre, la pellicola, è stata candidata al Golden Globe per il miglior film drammatico e ha vinto l'Arancio d'oro al miglior film al Festival di Taormina.

## Trama
1980, Australia. Lindy Chamberlain e suo marito Michael, un pastore avventista, vanno in un campeggio nel deserto presso gli altopiani di Ayers Rock con i loro tre figli: Aidan (6 anni), Reagan (4 anni) e Azaria (solo 9 settimane). Una sera, mentre la piccola Azaria dorme nella tenda, Lindy e Michael fanno una grigliata quando improvvisamente si sente un grido. Lindy torna alla tenda per controllare Azaria quando nota un dingo, un cane selvatico, uscire dalla tenda, mentre Azaria è scomparsa dalla culla. Convinta che l'animale abbia portato con sé la bambina, Lindy avverte Michael e gli altri campeggiatori affinché l'aiutino nella ricerca, ma invano a causa del buio pesto.
La notizia fa scandalo e ben presto l'opinione pubblica si schiera contro i due coniugi, ritenuti responsabili della scomparsa della loro figlia: per molti, Lindy appare stoica, fredda, rassegnata nell'accettare la perdita della neonata; altri sospettano di un assassinio rituale, pensando che Azaria significhi "sacrificio nel deserto" (in realtà significa "benedetta da Dio"). I vestiti di Azaria vengono ritrovati insanguinati e piegati, ma manca il coprifasce, di cui la donna aveva parlato; quindi Lindy e Michael vengono processati ma poi vengono assolti confermando l'ipotesi che Azaria sia stata rapita e uccisa dal dingo.
1982. Due anni dopo, Lindy rimane incinta, ma deve subire un nuovo processo: sulla sua auto sono state ritrovate macchie di sangue compatibili con quelle sui vestiti di Azaria. Il pubblico si affretta a credere che Azaria sia stata decapitata con un paio di forbici come forma di rito religioso. Anche Michael viene processato con l'accusa di complicità nell'omicidio. Questa vicenda segna profondamente la vita dei coniugi, in particolare di Michael, che ha un crollo emotivo per l'angoscia: incapace ormai di difendersi, non è di alcun aiuto alla moglie, che, invece, sopporta coraggiosamente ogni attacco, oltre a subire i disagi della gravidanza. Ritenuta colpevole, Lindy viene condannata all'ergastolo e ai lavori forzati, mentre Michael, nonostante sia considerato un suo complice, viene assolto affinché possa dedicarsi ai due figli, rimasti soli. In carcere, Lindy partorisce la sua bambina, Kahlia, che viene affidata al padre.
1985. Tre anni dopo, un turista inglese muore nel deserto di Ayers Rock; mentre vengono avviate le ricerche, la polizia ritrova il coprifasce di Azaria di cui Lindy aveva parlato. La donna viene pertanto rilasciata dal carcere e torna a casa da Michael e dai tre figli, dove potrà allacciare i rapporti con la figlia, Kahlia. I coniugi riprendono la loro normale esistenza e ritrovano la fede, da tempo perduta.

## Distribuzione
Il film è stato distribuito nelle sale cinematografiche statunitense a partire dal 3 novembre 1988.

## Riconoscimenti
- 1989 - Premio Oscar
  - Candidatura Migliore attrice protagonista a Meryl Streep
- 1989 - Golden Globe
  - Candidatura Miglior film drammatico
  - Candidatura Miglior regia a Fred Schepisi
  - Candidatura Miglior attrice in un film drammatico a Meryl Streep
  - Candidatura Migliore sceneggiatura a Robert Caswell e Fred Schepisi
- 1989 - Festival di Cannes
  - Prix d'interprétation féminine a Meryl Streep
  - Candidatura Palma d'oro a Fred Schepisi
- 1988 - Chicago Film Critics Association Awards
  - Candidatura Migliore attrice protagonista a Meryl Streep
- 1989 - AACTA Award
  - Miglior film a Verity Lambert
  - Miglior regia a Fred Schepisi
  - Miglior attrice protagonista a Meryl Streep
  - Miglior attore protagonista a Sam Neill
  - Candidatura Miglior sceneggiatura non originale a Fred Schepisi e Robert Caswell
- 1989 - Festival di Taormina
  - Arancio d'oro al miglior film
  - Candidatura Arancio d'oro alla miglior attrice protagonista a Meryl Streep
  - Candidatura Marc'Aurelio d'oro alla miglior sceneggiatura a Fred Schepisi e John Bryson
- 1989 - Golden Reel Award
  - Candidatura Miglior montaggio sonoro (Effetti sonori) a Tim Chau
- 1988 - New York Film Critics Circle Awards
  - Migliore attrice protagonista a Meryl Streep